# Kamila Baptysta Varano
Kamila Baptysta Varano, wł. Camilla Battista Da Varano (ur. 9 kwietnia 1458 w Camerino, zm. 31 maja 1524 tamże) – włoska zakonnica ubogich sióstr św. Klary (OSC), założycielka klasztoru w Fermo, święta Kościoła katolickiego.

## Życiorys
Pochodziła z rodziny książęcej. Miała zaledwie 8 lub 10 lat, kiedy pod wpływem kazania pewnego franciszkanina z pobliskiej Leonessy, postanowiła ku czci męki i śmierci Jezusa Chrystusa zadawać sobie w każdy piątek szczególne umartwienie. Postanowienie to potwierdziła następnie podobnym ślubem. Z biegiem lat tak bardzo zasmakowała w tej praktyce, że jej życie można by nazwać wiecznym piątkiem, bowiem stale z miłości do ukrzyżowanego Jezusa wyznaczała sobie pokutę.
Zamożnych rodziców stać było na wykształcenie córki. Marzyli także o odpowiedniej dla niej partii małżeńskiej. Kamila jednak wbrew woli rodziców wstąpiła do klasztoru klarysek w Urbino, który właśnie wtedy przeżywał swój renesans. Tam przyjęła imię zakonne Baptysta (14 grudnia 1481). Wraz z nią do tegoż klasztoru wstąpiła także jej kuzynka, Gerinda. Kamila wyznała, że przyczyną obrania sobie tak surowego zakonu była nie obawa przed piekłem, ani nawet nadzieja nieba, ale by się jak najbardziej upodobnić do swojego niebieskiego Oblubieńca. Jak mówiła, chciała mu oddać: "miłość za miłość, zadośćuczynienie za zadośćuczynienie, krew za krew, śmierć za śmierć".
W trzy lata później przeniosła się wraz z ośmioma siostrami zakonnymi do nowego klasztoru w Camerino, który ufundował jej ojciec. Pełniła w nim wielokrotnie urząd ksieni. Wczytując się pilnie w żywoty świętego rodzeństwa Franciszka i Klary z Asyżu, pragnęła jak najidealniej ich naśladować. Następnie założyła klasztor w Fermo. Po dwóch latach pobytu tam, wyznaczyła swoją zastępczynię, a sama powróciła do Camerino.
W nagrodę za wierność regule i duchowi franciszkańskiemu Pan Bóg obdarzył ją łaską wizji. Często oglądała św. Klarę, która udzielała jej wskazań dotyczących reformy życia wewnętrznego i samej reguły zakonnej. Kamila prowadziła surowe życie, pełne wyrzeczeń. Doznała wielu cierpień wewnętrznych, oschłości ducha, opuszczenia, osamotnienia wewnętrznego i nocy ducha. Dołączyły do nich także te związane z jej najbliższymi: Cezar Borgia siłą zajął posiadłość książąt Varano, mordując ojca oraz trzech braci Kamili. Przyszła święta zniosła heroicznie ten cios i poddała się woli Bożej. Zdobyła się nawet na modlitwę za morderców swoich krewnych. Posiadała dar mistycznego zjednoczenia z Jezusem, proroctwa oraz czytania w ludzkich sercach.
Zmarła podczas epidemii 31 maja 1524 roku. Ciało jej złożono w kościele klarysek w Camerino, gdzie spoczywa do chwili obecnej.

## Kult
Papież Grzegorz XVI beatyfikował Kamilę Varano 7 kwietnia 1843 roku.
17 października 2010 roku została kanonizowana przez papieża Benedykta XVI w bazylice św. Piotra na Watykanie.
Jej wspomnienie liturgiczne obchodzone jest w dzienną pamiątkę śmierci.

## Książki i publikacje
Zostawiła po sobie około dwudziestu dwóch utworów pisanych w języku łacińskim wierszem i prozą, m.in. "Życie duchowe", "Instrukcja dla ucznia", "Upominki Chrystusa", "Traktat o czystości serca", "Wizje św. Katarzyny Bolońskiej".